# Iridié
Ne doit pas être confondu avec Ividié.
Iridié est une commune rurale située dans le département de Zawara de la province de Sanguié dans la région du Centre-Ouest au Burkina Faso.